# Flor do mar (1502)
Flor do Mar (Флор-ду-Мар, з порт. — «Квітка моря») або Flor de la Mar — 400-тонна португальська карака, яка протягом 9 років брала участь у ключових подіях в Індійському океані на вирішальному етапі становлення Португальської колоніальної імперії.

## Історія

### Перше плавання до Індії
Збудована 1502 в корабельні Лісабона. В цьому ж році вирушила до Індії в складі 4-ї португальської Індійської Армади на чолі з Васко да Гама. Кораблем командував Ештебан де Гама, кузен Васко да Гами. При поверненні до Португалії в 1503 році через проблеми з корпусом близько двох місяців простояла на ремонті на о. Мозамбік. Повернулась до Португалії в кінці 1503 року.

### Друге плавання до Індії
У березні 1505 під керівництвом Жуана де Нова знову вирушила до Індії у складі 7-ї Індійської армади, що складалась з 21 корабля на чолі з першим віцекоролем Португальської Індії Франсішку де Алмейда. При поверненні до Португалії в 1506 році, через протікання корпусу знову стала на ремонт біля о. Мозамбік. Цього разу вона простояла на ремонті близько десяти місяців. Жуан де Нова неодноразово намагався відремонтувати судно і повернутись до Португалії, але перевантажене важким вантажем судно постійно стикалося з проблемами, що змушувало екіпаж повертатись на острів і знову займатись ремонтом.
Корабель з екіпажем все ще перебували на о. Мозамбік, коли в лютому 1507 року, майже через рік після того, як Флор-ду-Мар покинула Індію, на острів прибула 8-ма Індійська армада на чолі з Тріштаном да Кунья та Афонсу де Албукеркі. Кунья наказав своїм екіпажам допомогти відремонтувати корабель та перевантажити спеції на інше судно, що поверталось до Португалії (під командуванням Антоніо де Салданья), і після успішного ремонту приєднав звільнену від вантажу Флор-ду-Мар разом з її екіпажем до своєї армади. Кораблю та його капітану вже ніколи не судилось повернутись до Португалії.

### Участь в битвах в Індійському океані
В складі 8-ї Індійської армади Флор-ду-Мар брала участь в захопленні о. Сокотра у квітні 1507 року. Після розділення армади в липні 1507 року, у складі ескадри з шести кораблів на чолі з Афонсу де Албукеркі в серпні-вересні 1507 року була залучена до рейду вздовж південного узбережжя Аравійського півострова і підпорядкуванні торгових портових міст Кураята, Хор-Факкана і Маската, а в серпні — в завоюванні Ормуза.
Як флагман Франсішку де Алмейди брала участь в битві при Діу 3 лютого 1509, а пізніше знову під командою Афонсо де Албукеркі у завоюванні Гоа в 1510 році і захопленні Малакки в 1511 році.

## Загибель
Після захоплення Малакки, у караку завантажили захоплені скарби та подарунки короля Сіаму. По дорозі до Гоа потрапила у шторм у Малакській протоці, де сіла на мілину. 20 листопада 1511 Флор-ду-Мар затонула. Афонсу де Албукеркі врятувався на плоті.
Вважають, що вантаж караки з 200 скринь з коштовним камінням є найбільш вартісним скарбом серед усіх затонулих кораблів в історії мореплавства.